# Poiana Sibiului
Poiana Sibiului (en hongrois : Polyán, en allemand : Pojana) est une commune du județ de Sibiu en Roumanie.